# Werner Trock
Werner Trock (* 2. Februar 1964 in Wien) ist ein österreichischer Spitzenbeamter, aktuell Landesamtsdirektor der Niederösterreichischen Landesregierung.

## Leben
Werner Trock wurde 1964 in Wien geboren und begann nach Volksschule der Schulbrüder in Wien, dem Gymnasium am Kollegium Kalksburg und der Matura am 1. September 1982 in der Abteilung Finanzen als Mitarbeiter in der Budgetgruppe. 1985 legte er die Verwaltungsdienstprüfung B beim Amt der NÖ Landesregierung ab. 1992 wechselte er in das Büro von Landesrat Edmund Freibauer, wo er die Funktion als Büroleiter-Stellvertreter übernahm.
1996 schloss Trock das nebenberufliche Studium der Rechtswissenschaften an der Universität Wien mit dem Titel Magister ab, um nach der Gerichtspraxis am Oberlandesgericht Wien von 1996 bis 1997 in der Gruppe Raumordnung zu arbeiten. 1998 absolvierte er die Verwaltungsdienstprüfung A beim Amt der NÖ Landesregierung und in der Folge war er von 1998 bis 2006 Büroleiter von Landesrat Wolfgang Sobotka. Im Jahr 2006 übernahm Trock die Büroleitung von Landeshauptmann Erwin Pröll.
Seit 1. Juli 2013 ist er auf den Dienstposten der Dienstklasse IX, mit welchem der Amtstitel Vortragender Hofrat der NÖ Landesregierung verbunden ist, gesetzt.
Er ersetzte den mit Mai 2017 in den Ruhestand gewechselten Werner Seif.

## Auszeichnungen
- Florianiplakette des NÖ Landesfeuerwehrverbandes (2025)